# Oratoriu (gen muzical)
Oratoriu (în latină oratorium = sală de rugăciune) este un termen care desemnează o compoziție muzicală de dimensiuni mari, care include folosirea unei orchestre, a unui cor și a unuia sau mai multor soliști. Oratoriul a fost, până la un anumit stagiu, inspirat după modelul teatrului liric, cunoscut mult mai bine sub numele comun de operă. Similaritățile acestora includ folosirea soliștilor, corului, a orchestrei și a ariilor, respectiv a personajelor ficționale. 
Oricum, operele aparțin genului teatrului muzical sau liric, în timp ce oratoriul este strict o piesă concertistică, deși uneori este pus în scenă similar cu modul în care operele sunt. Interacțiunea dintre personajele oratoriului este foarte redusă sau inexistentă, ne-existând nici măcar costume elaborate specific subiectului. Totuși, cea mai importantă distincție între cele două genuri muzicale rămâne cea a subiectelor abordate. În timp ce subiectele operelor sunt cel mai adesea inspirate de istorie și mitologie, tratând în mod romantic dragostea, decepția și moartea (uneori crima), subiectul oratoriului are de a face cel mai adesea cu subiecte sacre, făcând oratoriile mult mai compatibile cu reprezentarea în biserici. Astfel, compozitorii catolici s-au inspirat din viețile sfinților, în timp ce cei protestanți s-au inspirat în lucrările lor din Biblie.
Oratoriile au devenit extrem de populare la începutul secolului al 17-lea în Italia, parțial datorită succesului spectacolelor de operă la care s-au adăugat interzicerea spectacolelor de către Biserica Catolică în timpul Postului Paștelui. Oratoriile au devenit alternativa majoră muzicală de-a lungul acelei perioade pentru opera bufă. Compozitorul german Georg Friedrich Händel, faimos pentru oratoriul său Messiah, a scris numeroase alte oratorii pe teme laice inspirate de mitologia greacă și cea romană.

## Origini din Italia
Pe la mijlocul secolului al 17-lea două genuri importante de oratorii fuseseră create
- oratorio volgare  (în italiană) cu exemple semnificative așa cum sunt
  - Giacomo Carissimi – Daniele
  - Marco Marazzoli – S Tomaso
  - lucrări similare de Francesco Foggia și Luigi Rossi

Cu o durată de aproximativ 30-60 minute, oratorio volgares erau interpretate în două secțiuni, separate de o predică; muzica lor se aseamănă cu cea a operelor contemporare și a cantatelor de cameră.
- oratorio latino (în latină) - prima dată dezvoltat la Oratorio del SS. Crocifisso, legat de biserica San Marcello al Corso din Roma.

Cel mai important compozitor de oratorio latino este Giacomo Carissimi, a cărui Jephte este privită ca prima capodoperă a genului. Ca cele mai multe oratorio latino ale perioadei, este într-o singură secțiune.

## Structură
Oratoriile conțin de obicei:
- O uvertură, doar pentru instrumente
- Diferite arii, interpretate de soliști vocali
- Recitative, de obicei necesare pentru a face intriga să avanseze
- Coruri, adeseori monumentale, menite să redea un sentiment de măreție.  Frecvent instrumentele folosite includ timpane și trompete.

## Listă de oratorii notabile
(ordonate cronologic după anul premierei)
- Antonio Vivaldi, Juditha triumphans RV 644 (1716)
- Georg Friedrich Händel, Esther (1732)
- Georg Friedrich Händel, Deborah (1733)
- Johann Sebastian Bach Oratoriul de Crăciun (1734)
- Johann Adolph Hasse Serpentes ignei in deserto - (1735, 1736 sau 1739)
- Georg Friedrich Händel, Saul (1739)
- Georg Friedrich Händel, Israel in Egypt (1739)
- Georg Friedrich Händel, Messiah (1741).
- Georg Friedrich Händel, Samson (1743)
- Georg Friedrich Händel, Judas Maccabaeus (1747)
- Georg Friedrich Händel, Joshua (1748)
- Georg Friedrich Händel, Jephtha (1752)
- Joseph Haydn, The Creation (1798)
- Joseph Haydn, The Seasons (1801)
- Felix Mendelssohn, St. Paul (1836)
- Felix Mendelssohn, Elijah (1846)
- Hector Berlioz, L'enfance du Christ (1854)
- Franz Liszt, Christus (1862–1866)
- Théodore Dubois, Les sept paroles du Christ (1867)
- Igor Stravinsky's "opera-oratorio" Oedipus Rex (1927)
- Artur Kapp, Hiiob (Job) (1929)
- William Walton,  Belshazzar's Feast (1931)
- Paul Constantinescu, Oratoriul Bizantin de Crăciun „Nașterea Domnului” (1936)
- Paul Constantinescu, Oratoriul Bizantin de Paști „Patimile și Învierea Domnului (1943)
- Alexandre Tansman, Isaïe le prophète (1950)
- Hans Werner Henze, Das Floß der Medusa (1968, rev. 1990)
- Bertold Hummel, The Shrine of the Martyrs (1988/89)
- Paul McCartney, Liverpool Oratorio (1991)
- Wynton Marsalis "Blood on the Fields" (1997)
- Vangelis Papathanasiou, Mythodea (2001)
- Piotr Rubik - "Tu Es Petrus" (2005)
- Hristo Tsanoff - "Stabat Mater dolorosa" (2007) Arhivat în 28 septembrie 2007, la Wayback Machine.
- Eric Idle and John Du Prez - He's Not the Messiah (He's a Very Naughty Boy) (2007) (an unusual oratorio in that it is a comedic piece based on Monty Python's Life of Brian)